# Hugo Lindinger
Hugo Lindinger (* 1. September 1911 in Raab, Oberösterreich; † 10. Jänner 1988 in Wien) war ein österreichischer Schauspieler.

## Leben
Hugo Lindinger nahm nach der Schule erst Gesangsunterricht, später Schauspielunterricht. Zunächst trat er als Bass-Buffo am Stadttheater von Gera und am Landestheater in Salzburg auf. 1937 debütierte er als Schauspieler in Tilsit. Er spielte an zahlreichen deutschen Bühnen, vor allem in Frankfurt am Main, Regensburg, Remscheid und München. Auch am Burgtheater in Wien und bei den Salzburger Festspielen trat er auf, unter anderem als Wirt in Thomas Bernhards Stück Der Theatermacher. Daneben spielte er in zahlreichen Filmen der Nachkriegszeit mit, in seinen letzten Jahren konnte man ihn auch als Butler einer Gräfin in einer Episode der Fernsehserie Meister Eder und sein Pumuckl mit Gustl Bayrhammer sehen.
Hugo Lindinger, unverwechselbar mit seiner korpulenten Gestalt und dem markanten Doppelkinn, spielte mit viel Feingefühl hauptsächlich komödiantische Nebenrollen, was ihm den Ruf eines Volksschauspielers einbrachte. Für seine darstellerische Leistung in dem Film Bitte stehen Sie auf erhielt er 1972 das Filmband in Gold.
Lindinger war verheiratet und lebte in München; sein 1951 geborener Sohn Florian starb 1993. Überdies war er der Onkel des Schauspielers Tobias Moretti. Sein Grab befindet sich auf dem Friedhof Maxglan in Salzburg.

## Filmografie (Auswahl)
- 1948: Maresi
- 1949: Wilderernacht (Liebesprobe)
- 1950: Hochzeit im Heu
- 1951: Eva erbt das Paradies
- 1951: Schwindel im Dreivierteltakt
- 1952: Das weiße Abenteuer
- 1952: Bis wir uns wiedersehen
- 1952: Der Tag vor der Hochzeit
- 1953: Hokuspokus
- 1956: Wo die Lerche singt
- 1956: Liebe, Sommer und Musik
- 1957: Vater, unser bestes Stück
- 1957: Skandal in Ischl
- 1957: Liebe, Jazz und Übermut
- 1957: Münchhausen in Afrika
- 1958: Der Stern von Santa Clara
- 1958: Der lachende Vagabund
- 1958: Eine Reise ins Glück
- 1958: Polikuschka
- 1959: Labyrinth
- 1959: Melodie und Rhythmus
- 1959: Du bist wunderbar
- 1959: Abschied von den Wolken
- 1959: Ich und die Kuh
- 1960: Schlagerparade 1960
- 1960: Hauptmann, deine Sterne
- 1960: Scheidungsgrund: Liebe
- 1960: Im weißen Rößl
- 1961: Schlager-Revue 1962
- 1961: Fast ein Poet (Fernsehfilm)
- 1962: Der Zigeunerbaron
- 1962: Der fidele Bauer (Fernsehfilm)
- 1963: Flucht der weißen Hengste (Miracle of the White Stallions)
- 1963: Ferien vom Ich
- 1963: … denn die Musik und die Liebe in Tirol
- 1963: Im singenden Rößl am Königssee
- 1964: Leocadia (Fernsehfilm)
- 1964: Die lustigen Weiber von Tirol
- 1965: Ich kauf mir lieber einen Tirolerhut
- 1966: Der Ritter vom Mirakel (Fernsehfilm)
- 1968: Wie es euch gefällt (Fernsehfilm)
- 1969: Die Jungfrauen von Bumshausen
- 1969: Grimms Märchen von lüsternen Pärchen
- 1970: Der Kirschgarten (Fernsehfilm)
- 1971: Die Lümmel von der ersten Bank – Morgen fällt die Schule aus
- 1971: Der Kurier der Kaiserin (Fernsehserie, Folge 1x16)
- 1971: Bitte stehen Sie auf
- 1972: Die Pfarrhauskomödie
- 1973: Ein junger Mann aus dem Innviertel (Dokumentarspielfilm)
- 1975: Berlinger
- 1976: Die Hebamme (Fernsehfilm)
- 1978: Die blaue Maus (Fernsehfilm)
- 1979: Die Überführung (Fernsehfilm)
- 1982: Meister Eder und sein Pumuckl (Pilotfilm)
- 1982: Meister Eder und sein Pumuckl (Fernsehserie, 3 Folgen)
- 1983: Happy Weekend
- 1986: Tatort: Wir werden ihn Mischa nennen (Fernsehreihe)